# Elsa Ruiz
Elsa Ruiz   (Madrid, 2 de març de 1987) és una monologuista, dibuixant de còmics i youtuber madrilenya, a més de col·laboradora a la ràdio i a la televisió, coneguda sobretot pel seu transactivisme.

## Carrera
Ruiz, que va iniciar la carrera fent monòlegs al teatre, canalitza el seu activisme feminista i trans per tots els mitjans, artístics inclosos, en els quals s'expressa.
El 2017, va engegar el canal de YouTube Lost in Transition, en el qual narra sovint humorísticament la seva experiència com a dona trans i la realitat de la comunitat LGBTI a Espanya. És la creadora, a banda, d'un còmic en línia homònim amb el mateix fi: visibilitzar i acostar la quotidianitat trans, i de Mi pequeño Poni-Tico, una sèrie de tires còmiques de tint polític protagonitzades per uns ponis. Pel que fa a la literatura, va ser una de les veus presents en l'antologia de temàtica trans (h)amor 6 trans, publicada el 2020.
Posteriorment, va començar a treballar a la ràdio, en programes com ara Sun Days d'EDM Radio, Tarde lo que tarde de la Ràdio Nacional d'Espanya i Vamos Tarde d'Europa FM. El 2018, va debutar a la televisió amb un monòleg al programa La resistencia de la plataforma Movistar+. Des del gener de 2019 fins al març de 2020 va col·laborar en el programa televisiu Todo es mentira del canal Cuatro, presentat per Risto Mejide. En va ser acomiadada tot d'una sota el pretext del protocol contra la COVID-19, però la resta no hi va deixar d'anar. El 2019 també va participar en un episodi del programa valencià Comediants. Finalment, va participar en el programa Sobreviviré de Telecinco, presentat per Nagore Robles fins al novembre del 2021.

## Premis
El 2020, Ruiz va rebre el premi Triángulo del Col·lectiu de Lesbianes, Gais, Transsexuals i Bisexuals de Madrid i de l'Associació Trans d'Andalusia-Sylvia Rivera per la seva trajectòria i la visibilització del col·lectiu que havia fet.

## Vida personal
Al final del 2021, va haver de deixar de col·laborar en el programa Sobreviviré per haver comès una temptativa de suïcidi pel seu diagnòstic d'ansietat i depressió crescudes, en part atesos els missatges d'odi que rep constantment mitjançant les xarxes socials. Així doncs, es va internar voluntàriament en un centre psiquiàtric per a millorar la salut mental. L'abril de l'any següent, va publicar l'anunci del seu retorn en format de vídeo.
Manté una relació amorosa amb una jove catalana lesbiana que signa a les xarxes com Gem Muay, de nom real Gemma, que va denunciar públicament l'escriptora feminista valenciana Lucía Etxebarria per haver plagiat fragments en la seva obra Mujeres extraordinarias. D'afegitó, d'ençà del seu retorn a la vida pública ha adoptat un conill al qual ha posat de nom Sugus.